# Franczyza
Franczyza (również franchising, fr. franchise) – system sprzedaży towarów, usług lub technologii, który jest oparty na ścisłej i ciągłej współpracy pomiędzy prawnie i finansowo odrębnymi i niezależnymi przedsiębiorstwami: franczyzodawcą i jego indywidualnymi franczyzobiorcami. Franczyza zakłada też przepływ know-how od franczyzodawcy do franczyzobiorcy przez cały czas obowiązywania umowy franczyzowej. Istotą jest udzielenie praw (i przyjęcie obowiązków) poprzez zawarcie umowy franczyzy.
Franczyza daje możliwość korzystania między innymi z:
- know how i koncepcji działalności franczyzodawcy
- znaków towarowych franczyzodawcy
- pomocy w prowadzeniu działalności gospodarczej.

## Podmioty franczyzy
Umowa franczyzowa (ang. franchise agreement) jest to umowa pomiędzy franczyzodawcą a franczyzobiorcą.
Stronami franczyzy są:
- Franczyzodawca to strona umowy udzielająca praw (i nakładająca obowiązki) franczyzy. Opracował, przetestował i upoważnia franczyzobiorcę do korzystania z pakietu franczyzowego. Franczyzodawca jest pojęciem analogicznym do kredytodawcy (od kredyt).
- Franczyzobiorca to strona umowy uzyskująca prawa (i przyjmująca obowiązki) składające się na franczyzę, takie jak płacenie franczyzodawcy wynagrodzenia, udostępnianie do kontroli oraz prowadzenie działalności na własny rachunek i we własnym imieniu. Franczyzobiorca jest pojęciem analogicznym do kredytobiorcy (od kredyt).

## Cechy franczyzy
Istota systemu polega na tym, że franczyzodawca nadaje swoim poszczególnym franczyzobiorcom prawo oraz nakłada na nich obowiązek prowadzenia działalności zgodnie z jego koncepcją. W ramach umowy sporządzonej na piśmie oraz w zamian za bezpośrednie lub pośrednie świadczenia finansowe uprawnienie to upoważnia indywidualnego franczyzobiorcę do korzystania ze znaku towarowego franczyzodawcy (marki), metod prowadzenia działalności gospodarczej, wiedzy technicznej, systemów postępowania i innych praw własności intelektualnej lub przemysłowej, a także do korzystania ze stałej pomocy handlowej i technicznej franczyzodawcy.

## Zalety i wady franczyzy
Zalety:
- Znana marka
- Sprawdzony pomysł
- Szkolenia
- Wsparcie franczyzodawcy
- Dofinansowanie
- Możliwość ominięcia barier wejścia na rynek
- Zniwelowanie ryzyka biznesowego
- Efekt skali

Wady:
- Podporządkowanie się
- Kontrola i kary
- Plany sprzedażowe
- Opłaty franczyzowe
- Zbiorcza odpowiedzialność
- Pomyłki franczyzodawcy

### Pakiet franczyzowy
Zawiera on sposób prowadzenia danej działalności gospodarczej. Udostępnia go franczyzodawca w ramach zawieranej z franczyzobiorcą umowy. Zawiera on szereg uprawnień i obowiązków. Ponadto upoważnia do działalności franczyzobiorcę na określonym terytorium.
Pakiet franczyzowy składa się z:
- koncepcji prowadzenia działalności gospodarczej w określony sposób;
- praw ochronnych;
- usług franczyzodawcy na rzecz franczyzobiorcy, takich jak szkolenia zatrudnionych w punkcie franczyzobiorcy, pomoc;
- zobowiązania do prowadzenia działań marketingowych;
- terenu wyłączności franczyzobiorcy;
- uprawnień do kontroli;
- obowiązku zachowania poufności;
- opłat na rzecz franczyzodawcy i/lub obowiązku zaopatrywania u franczyzodawcy lub wskazanych dostawców.

### Opłaty
Wśród obowiązku franczyzobiorcy jest konieczność ponoszenia opłat na rzecz franczyzodawcy. Opłata wstępna uiszczana jest w momencie przystąpienia do sieci franczyzodawcy. W związku z działalnością bieżącą, franczyzobiorca wnosi opłaty bieżące. Stanowią one dochód franczyzodawcy. Ponadto czasami funkcjonują też inne opłaty, jak np. opłata marketingowa. We franczyzie dystrybucji produktu często nie ma żadnych opłat, ponieważ franczyzodawca realizuje marże na zaopatrzeniu franczyzobiorcy (w Polsce w ok. 1/3 franczyz nie ma żadnych opłat franczyzowych1).

## Rodzaje franczyzy
- Franczyza dystrybucji produktu – franczyzobiorca sprzedaje produkty dostarczane przez franczyzodawcę lub wskazanych przez niego dostawców;
- Franczyza koncepcji działalności – franczyzobiorca działa w ramach modelu biznesowego opracowanego przez franczyzodawcę;
- Franczyza bezpośrednia – w ramach jednej umowy franczyzowej franczyzobiorca prowadzi jedną działalność w jednej lokalizacji;
- Franczyza wielokrotna – w ramach jednej umowy franczyzowej franczyzobiorca prowadzi wiele działalności na określonym terytorium, czasami może mieć prawo do udzielania dalszych sub-licencji (Master franczyza).

## Franczyza w Polsce
Od 2000 roku działa Polska Organizacja Franczyzodawców (POF) zrzeszająca franczyzodawców działających w Polsce, którzy zobowiązali się przestrzegać Europejskiego Kodeksu Etyki Franczyzy. Od 2010 POF należy do Europejskiej Federacji Franczyzy, a od 2011 do Światowej Rady Franczyzy.
W Polsce franczyza nie jest regulowana dodatkowym aktem prawnym. Pomysł na stworzenie takiego dokumentu pojawił się wraz z publikacją raportu zleconego przez Ministerstwo Sprawiedliwości, które przygotowało projekt przepisów ustawy regulującej franczyzę. Na zlecenie Resortu, prof. Uniwersytetu Opolskiego Rafał Adamus, przeanalizował aktualne regulacje kształtujące rynek franczyzy w Polsce. Efektem jego prac był opublikowany raport pt. „Faktyczna nierówność stron umowy franczyzy w Polsce”. Adamus przygotował także projekt ustawy franczyzowej. Jednocześnie trwają prace nad samoregulacją, która mogłaby zastąpić ustawę franczyzową. Prace nad franczyzowym kodeksem zapoczątkował Adam Abramowicz, Rzecznik MŚP – powołując w tym celu Zespół Roboczy ds. Franczyzy.